# Polyrhachis gab
Polyrhachis gab är en myrart som beskrevs av Auguste-Henri Forel 1879. Polyrhachis gab ingår i släktet Polyrhachis och familjen myror. Inga underarter finns listade i Catalogue of Life.